# اليوسفية (ولاية تيسمسيلت)
اليوسفية بلدية تابعة إداريا لدائرة برج الأمير عبد القادر ولاية تيسمسيلت تقع بين ثنية الحد و طارق بن زياد يقطنها حوالي 17000 نسمة 

## التاريخ
حتى سنة 1989، كانت بلدية اليوسفية تسمة باسم واد الغرقة، لتسمى اليوسفية ابتداء من سنة 1989.